# Ryan Wills
Ryan Wills (né le 19 janvier 1988 à Whakatane) est un coureur cycliste néo-zélandais.

## Biographie
En cours d'année 2014, il rejoint le club belge VL Technics-Abutriek, après avoir débuté la saison chez Bike Aid-Ride for help.

## Palmarès
- 2005
  -  Médaillé de bronze du championnat d'Océanie sur route juniors
- 2009
  - 4e étape du Tour de Wellington
  - 2e du championnat de Nouvelle-Zélande du contre-la-montre espoirs
- 2012
  - Prologue du Tour de Southland (contre-la-montre par équipes)
- 2013
  - Classement général du Tour du Brabant flamand
  - 2e du Tour du Loiret
  - 3e du Grand Prix de la ville de Vilvorde
- 2014
  - Tour de Vineyards :
    - Classement général
    - 4e étape

## Classements mondiaux
| Année            | 2009 |
| ---------------- | ---- |
| UCI Oceania Tour | 47e  |